# Новопокровка (Курагинский район)
Новопокровка — деревня в Курагинском районе Красноярского края. Входит в состав Алексеевского сельсовета.

## География
Деревня находится в юго-восточной части края, на правом берегу реки Салба (приток реки Убей), на расстоянии приблизительно 35 километров (по прямой) к северо-западу от посёлка городского типа Курагино, административного центра района. Абсолютная высота — 316 метров над уровнем моря.

## История
Деревня было основано в 1889 году. По данным 1926 года в селе Ново-Покровка имелось 193 хозяйства и проживало 1066 человек (505 мужчин и 561 женщина). В национальном составе населения преобладали украинцы. Функционировали школа I ступени и лавка общества потребителей. В административном отношении село являлось центром Новопокровского сельсовета Идринского района Минусинского округа Сибирского края.

## Население
| 2010 |
| ---- |
| 313  |

Гендерный состав
По данным Всероссийской переписи населения 2010 года в гендерной структуре населения мужчины составляли 49,5 %, женщины — соответственно 50,5 %.
Национальный состав
Согласно результатам переписи 2002 года, в национальной структуре населения русские составляли 95 % из 339 чел.

## Инфраструктура
В деревне функционируют начальная школа, фельдшерско-акушерский пункт, сельский клуб, библиотека и три магазина.